# 1609 Brenda
1609 Brenda (1951 NL) là một tiểu hành tinh vành đai chính được phát hiện ngày 10 tháng 7 năm 1951 bởi Johnson, E. L. ở Johannesburg (UO).